# Gognale
Der Gognale (kroatisch Gonjaj) war ein Flächenmaß in verschiedenen Orten und auf verschiedenen Inseln in Dalmatien.
- In Šibenik, Drniš und Knin 1 Gognale = 576 Pertiche quadrato/Sacchi = 8,532 Ar[1]

Das Maß entsprach in der Größe der Vretene, einem anderen Flächenmaß in Dalmatien. Übereinstimmung war in den Orten Spalato, Almissa oder Makarska im Maß wie oben gegeben.
Abweichende Werte waren
- Auf Curzola 1 Gognale = 144 Poplate quadrate = 9,152 Ar
- In Zadar (ital. Zara), auf Pag und in Skradin (Scardona) 1 Gognale = 400 Pertiche quadrate = 23,70023 Ar[2]
- In Nona 1 Gognale = 225 Tavole = 1333 Quadratmeter[3]